# Of Fathers and Sons
Of Fathers and Sons è un documentario del 2017 diretto da Talal Derki.